# クノッソス
クノッソス（希: Κνωσός、Knossos、Knossus、Cnossus、Gnossus、クノーソス）は、ギリシアのクレタ島にある青銅器時代最大の遺跡。ミノア文明下で、儀式や政治の中心であったと考えられている。宮殿の一辺は160m以上あり、部屋は1200個以上、部分的には4階建ての建造物すらもあったとされる。後のミケーネ文明のものを遥かに凌ぐ規模を持つこの宮殿の最大の特徴は何よりも中央広場で、この広場とそれを囲むようにして重要な施設が配置されている宮殿の構造は、高度な官僚機構と強い王権の存在を示している。また、巨大な倉庫を備えていたのも重要な点で、ここから宮殿が支配領域内の物資を集積して再分配する機能を持っていたと考えられている。

## 歴史

### 宮殿が建つ前
農耕と牧畜の発展に伴い、紀元前7000年頃からクノッソスに人々が住み始めた。当時1000 - 2000人ほどの人口があったとされる。粘土や石、骨を材料とした工芸品が発掘されている。紀元前3300年頃には金属（青銅）の使用が普及し始め、技術力が向上し、工芸品や建造物がより高度に発達し始めた。同時にエーゲ海を媒介とした輸入業も盛んになり、金・銀・銅など、クレタ島で発掘しにくい金属資源を多く周辺国から輸入していた。キクラデス文明とも交流があり、彫刻にその影響が顕著に見られる。クノッソス以外にもクレタ各地で集落があったが、その中でもクノッソスは優位性があった。紀元前2000年頃にはインド＝ヨーロッパ語族がギリシア本土やキクラデス諸島に押し寄せ、その為にそれらの国々が弱体化し、クノッソスのエーゲ海への影響力が増大していった。

### 古宮殿時代
富の蓄積によって富裕層が生まれ、紀元前2000年頃、クノッソスを含むクレタ各地に宮殿が建ち始めた。これらの宮殿は計画的に建設されており、また、規格化もなされている。そのため、クノッソス、マリア、フェストス、ザクロスで発見されたそれぞれの宮殿は基本的に同一な構造である。これらの宮殿の規格、構造が同一であることは何らかの人物が主導したと想像されており、この宮殿の成立によってミノア文化の人々が支配する側と支配される側と二分化が始まっていたと思われる。また、宮殿は中央に長方形の広場が形成され、その周囲に各種機能を担うブロックが配置されているが、この西側にはさらに広場が構築されている。この西側の広場から宮殿を見た時に宮殿が最も威容を持つようにされており、ここにも二分化の傾向が暗示されている。
この古宮殿は、内装にフレスコ画が描かれていたり、複雑な作りの貯蔵庫があったり、その豪勢さと壮大さは新宮殿に劣らぬ規模であったが、紀元前1700年頃に起こった大地震によって崩壊してしまった。今までは地震が起きる度に壊れた部分を修復していたが、想像を絶する大地震に、修復が追い付かないほどの大損害を被ってしまったのである。その為、古宮殿を取り壊し、その上に新しい宮殿を作る計画が生まれた。

### 新宮殿時代
クノッソスの新宮殿は、古宮殿よりもより壮大で巨大な建造物になった。石膏など、より高価な原材料を多用するようになり、壁はフレスコ画によって更に装飾されることになった。宮殿への正式な入り口は西側に作られ、一つの巨大な柱が特徴的なプロピュライア（門）が存在した。高架橋で繋がった北西の入り口は廃止され、その代わりに南東の入り口が使用された。その他、宮殿への入り口は北と東にも作られた。新宮殿は西と東に新しい建造物が追加され、その中央には中庭があった。クノッソスには劇場や公文書保管所、作業場や両頭斧（ラブリュス）の間、壮大な階段やレセプションルームなど、様々な施設があった。
クノッソス周辺の市街は750,000平方メートルほども広がっており、宮殿に近かった家々には見事なフレスコ画が飾ってあった。市街地には「王の道」と呼ばれる舗装された道路が横切っており、その「王の道」は宮殿から複数の郊外にまで通じている。粘土で作られたパイプによる水の供給・排水システムも充実しており、郊外の泉から生活用水を市街地と宮殿にもたらしていた。特に排水システムは大規模な建築様式を採用していた。
クノッソスはクレタ島において最も力のあった地であり、最大の規模と豪華さで、その文化的影響も全クレタに波及していた。クノッソスをリーダーとするミノア文明の影響は海外にまで及び、キクラデス諸島やドデカニサ諸島、キプロス島、ギリシア本土、シリア、パレスチナ、エジプトすらもその影響下にあった。各地にミノア文明の別荘まで作られ、その構造は宮殿を模倣したものであった。クノッソスには城壁が無いが、その代わりに世界最強の海軍を有しており、サントリーニ島から出土したフレスコ画には、強大なミノア艦隊の交戦場面が描き出されている。ミノア文明は東エーゲ海を支配し、当時世界最高水準の文明であった。
しかし、巨大な災害により、ミノア文明の全盛期にも終わりが訪れる。巨大な地震、もしくは内戦やサントリーニ島の噴火（近年では噴火説は否定されつつある）により、クレタ島に繁栄した大半の宮殿は消滅してしまう。クノッソス宮殿は生き延びるものの、もはや全盛期の力は残されていなかった。

### クレタ＝ミケーネ時代

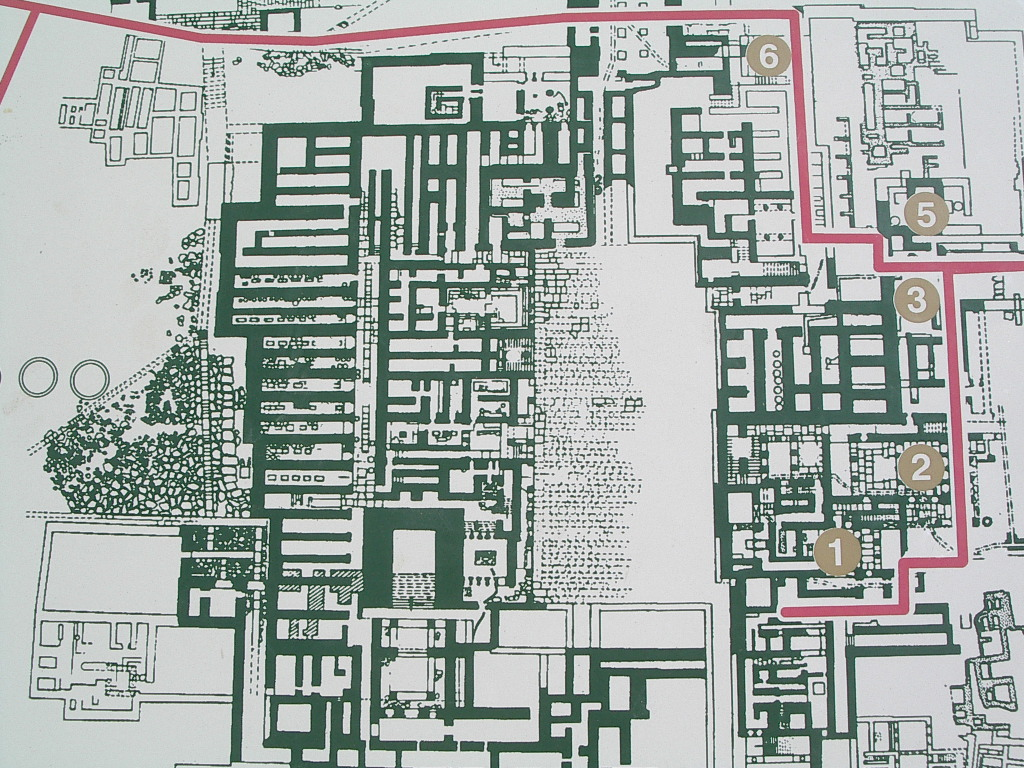
クノッソス宮殿の平面図

クノッソス宮殿は災害の傷跡から迅速に復興するものの、もはや以前の宮殿ではなくなっていた。災害により弱体化したクノッソス宮殿の支配者は、ミケーネ人へと交代していた。もはやクノッソスにミケーネ文明からの侵略を耐える力は無かった。クノッソス宮殿の至る所にミケーネ文明の影響が及び、墓地には武具と共に戦士が埋葬される慣習が多く見られるようになり、王座の間や両頭斧の間の構造もミケーネ風に変化した。ミノアの芸術も、ミケーネ文明の様式に近くなっていき、戦士を主題とした作品が好まれるようになった。また、ミノア文明の文字である線文字Aから、ミケーネ文明の文字である線文字Bへと書き言葉が変わり、前1450年頃のクノッソス宮殿で書かれたとされる線文字Bが出土している。行政システムもミケーネ文明のものとなり、ミケーネ文明はクノッソスを拠点として全クレタを支配し、エーゲ海の制海権すらも得つつあった。しかし、ミケーネ文明の支配下にあってもなお、ミノア人たちは商業活動を活発に行っており、工芸品を多く海外に輸出していた。

### 滅亡
紀元前1370年頃に再び大規模な災害が起こり、それによってミケーネ文明によるクノッソス支配にも終止符が打たれた。この災害は諸説あり、地震・紛争・ミノア人による蜂起など、様々な見解がある。いずれにせよ、この災害にもクノッソス宮殿は耐えたが、以降、宮殿が再び修復されることはなかった。
災害後は、クノッソスを支配する勢力は不在のままであり、宮殿は廃墟と化したが、そこにも人は住み続けた。最終的な滅亡は鉄器時代の到来によって決定づけられ、鉄器民族であるドーリア人の侵入により、クノッソスは完全に滅亡してしまった。以後、クレタ島にできた都市国家同士の内戦時代が突入し、そのために国力が疲弊し、クレタ島は長らく歴史の表舞台から姿を消すことになる。再びクレタ島に活気が満ちるのは、ローマ時代になってからである。

## 神話

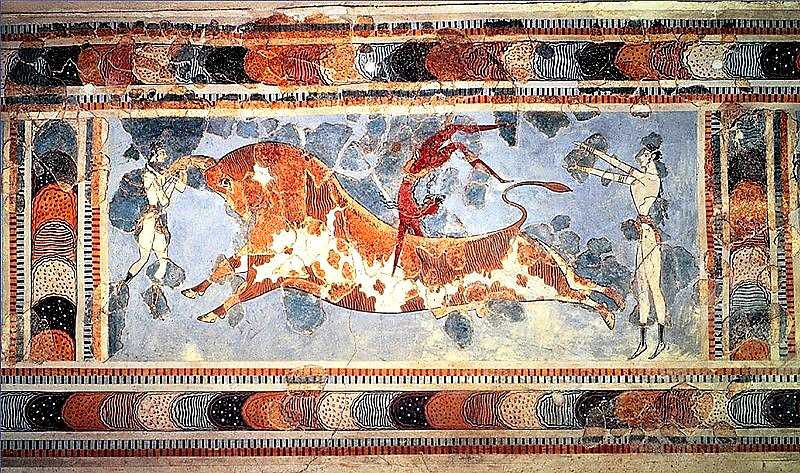
雄牛と二人の女性が描かれたフレスコ画

クノッソス宮殿はギリシア神話の舞台となったことでもよく知られている。ギリシア神話においてエーゲ海の覇権を握っていたミノス王のモデルは強力な王政を誇っていたミノア文明であり、テーセウスとミノタウロスの伝説で名高いラビリンスも、クノッソス宮殿の廃墟を見てギリシア人たちが想像したことである。クノッソスでは男女三人組で牡牛を飛び越えるスポーツが流行っており、その伝承がポセイドーンの牡牛やミノタウロス伝説へと結びついたのだろう。

### ポセイドーンの牡牛

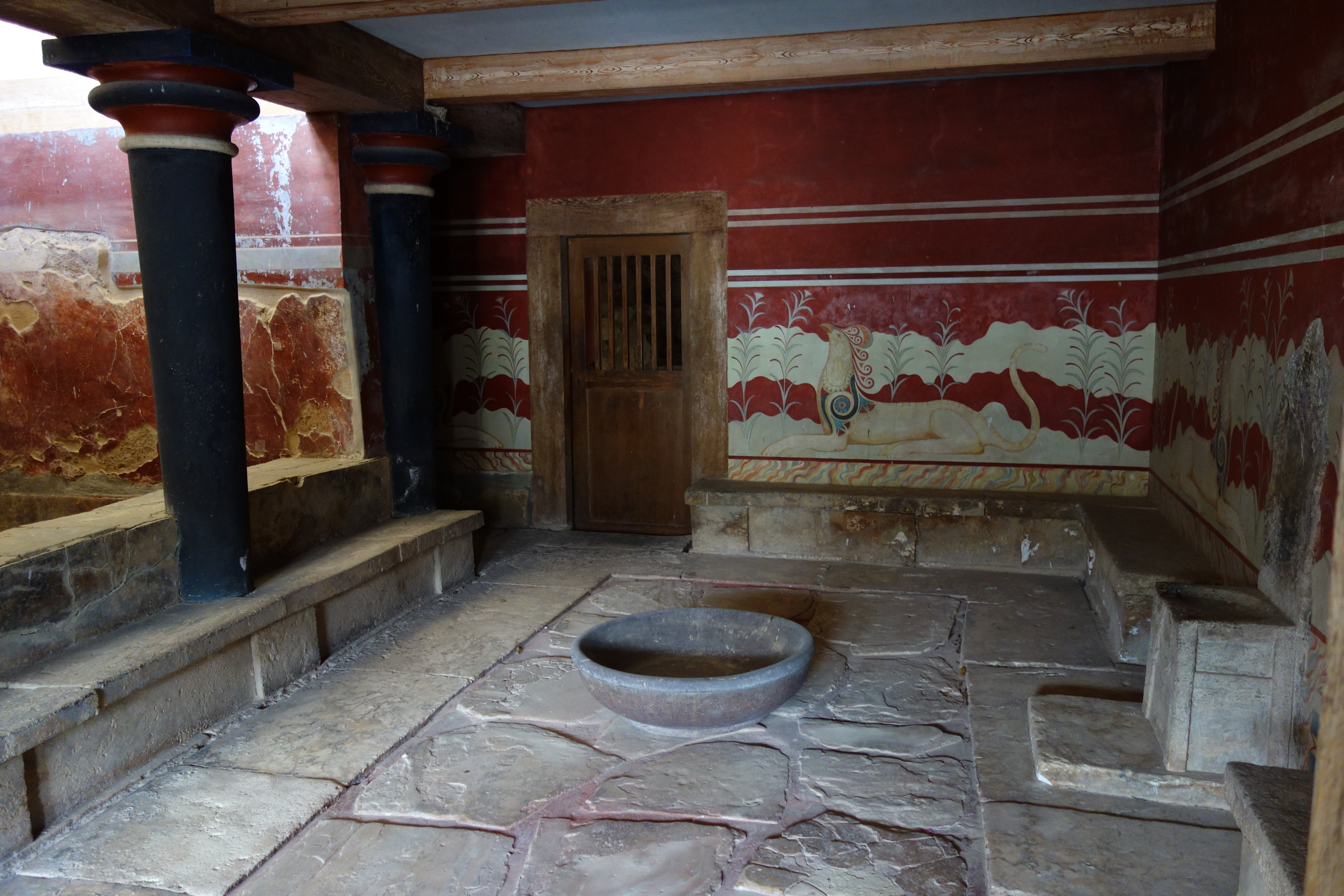
クノッソス宮殿における王座の間

ゼウスとエウローペーの子であるミノス王は、王位継承の証として立派な牡牛をくれるようポセイドーンに祈り、その牡牛は生け贄に捧げることを誓った。ポセイドーンはこれに応えてミノスに牡牛を送った。しかし、ミノスは送られた牡牛があまりに美しかったため、欲を出して別の牛をいけにえとした。ポセイドーンは怒り、仕返しに王妃パーシパエーが牡牛に恋情を抱くようにした。悩んだパーシパエーはダイダロスに相談し、木製の雌牛の張りぼてを製作してもらい、これを使って牡牛への思いを遂げた。やがてパーシパエーは子供を産んだが、その子供は人間の体に牛の頭が乗った怪物ミノタウロスだった。ミノスはダイダロスに命じて迷宮ラビリントスを作らせ、ミノタウロスを閉じこめた。
ヘーラクレースは十二の功業の一環として、エウリュステウスからその牡牛をティリュンスに連れて帰るように命じられた。ヘラクレスはミノス王に許可をもらい、素手で牡牛をつかまえてティリュンスへと連行した。エウリュステウスは牡牛をペロポネソス半島へと放ち、その牡牛はマラトンに住み着いて周辺を荒らして回った。そのため、最終的にテーセウスとペイリトオスによって討たれることになる。

### ミノタウロス退治
当時、アテーナイはクレータ島のミノス王の勢力下に置かれており、アテーナイはミノス王の命令によって毎年7人の若者と7人の乙女を怪物ミノタウロスへのいけにえとして捧げるよう強要されていた。その事を知って強い憤りを感じたテーセウスは、クレータ島に乗り込んでミノタウロスを退治するため、父王アイゲウスの反対を押し切り、自ら進んでいけにえの一人となった。いけにえを運ぶ船は、国民たちの悲しみを表す印として黒い帆が張られていた。テーセウスは他のいけにえたちと共にその船に乗り込み、クレタ島へ向かった。

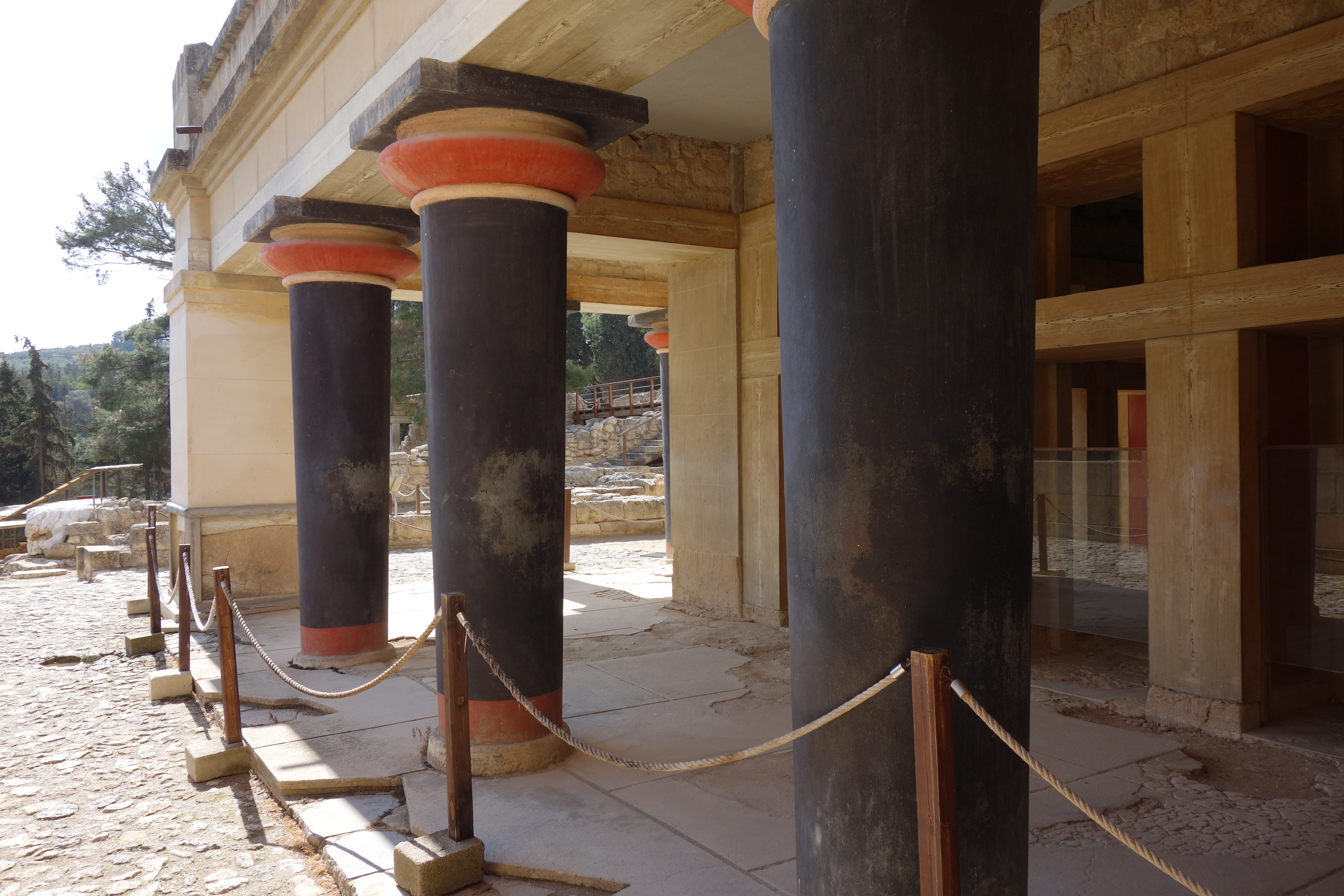
黒色の列柱が特徴的なクノッソス宮殿

ミノタウロスが幽閉されているラビュリントスは、名工ダイダロスによって築かれた脱出不可能と言われる迷宮であった。しかし、ミノス王の娘アリアドネーがテーセウスに恋をしてしまい、彼女はテーセウスを助けるため、彼に赤い麻糸のまりと短剣をこっそり手渡した。テーセウスはアリアドネーからもらったまりの麻糸の端を入口の扉に結び付け、糸を少しずつ伸ばしながら、他のいけにえたちと共に迷宮の奥へと進んでいった。そして一行はついにミノタウロスと遭遇した。皆がその恐ろしい姿を見て震える中、テーセウスはひとり勇敢にミノタウロスと対峙し、アリアドネーからもらった短剣で見事これを討ち果たした。ピンダロスによれば、テーセウスは短剣ではなく、パンクラチオンという格闘技によってミノタウロスを撃破したのだという。その後、テーセウスの一行は糸を逆にたどって、無事にラビリントスの外へ脱出する事ができた。テーセウスはアリアドネーを妻にすると約束し、ミノス王の追手から逃れてアテーナイへ戻るために、アリアドネーと共に急いでクレタ島から出港した。
しかし、彼は帰路の途中、ナクソス島に寄った際に、アリアドネーと別れてしまった。これは、アリアドネーに一目ぼれしたディオニューソス（バックス／バッカス）が彼女をレームノス島にさらってしまったために、行方が分からなくなり、やむをえず船を出港させたとも、薄情なテーセウスがアリアドネーに飽きたため、彼女を置き去りにしたとも言われている。
テーセウスはいけにえの一人としてクレタ島へ向かう時、無事クレタ島から脱出できた場合には喜びを表す印として船に白い帆を掲げて帰還すると父王アイゲウスに約束していた。しかし、テーセウスはこの約束を忘れてしまい、出航時の黒い帆のまま帰還した。これを見たアイゲウスは、テーセウスがミーノータウロスに殺されたものと勘違いし、絶望のあまり海へ身を投げて死んだ。その後、アイゲウスが身を投げた海は、彼の名にちなんでエーゲ海と呼ばれるようになった。

## 発掘

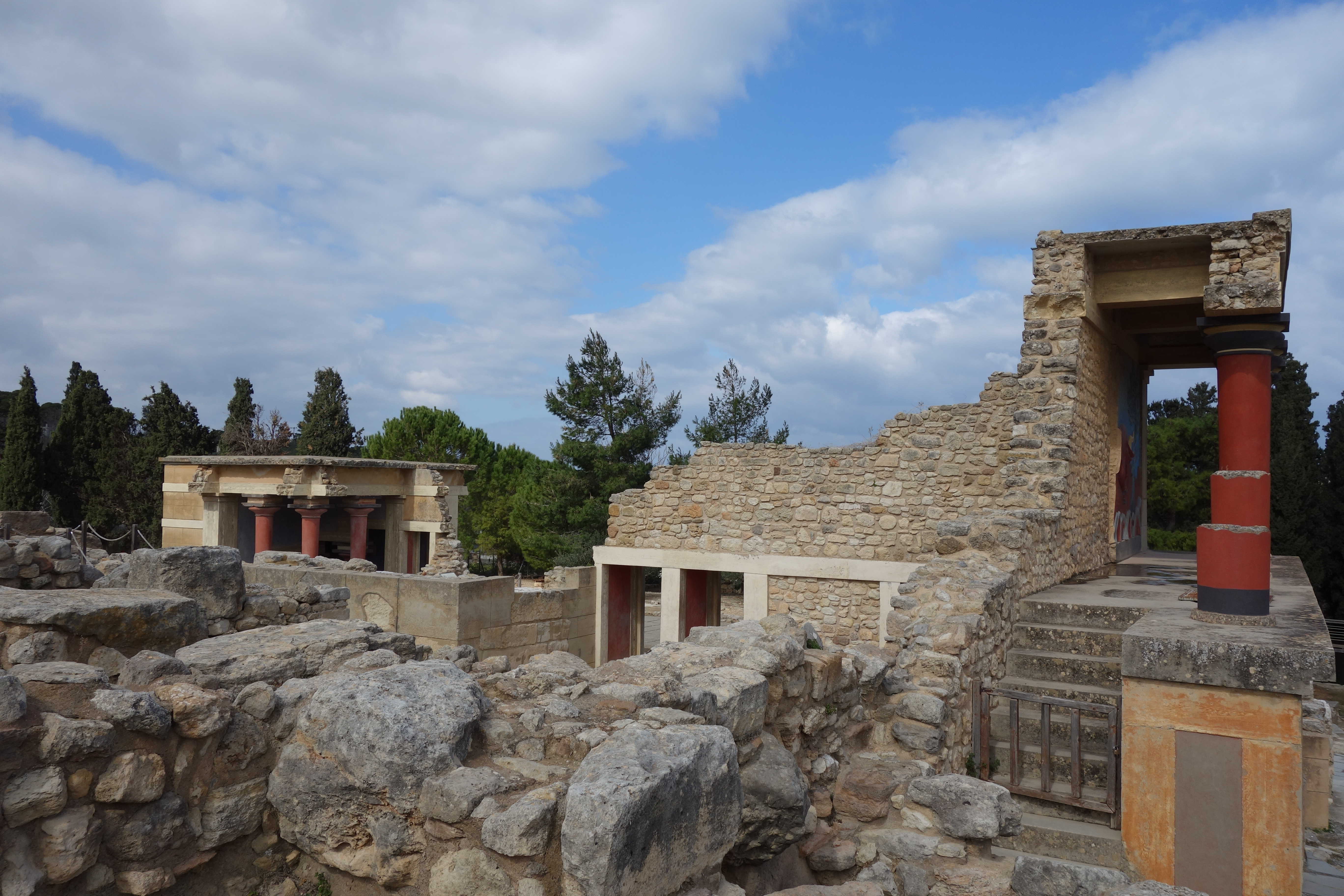
現在ではクレタ島有数の観光スポットとなっている。

1900年にイギリスの考古学者アーサー・エヴァンズによって発掘された。このとき、宮殿の遺構と共に線文字Aと線文字Bの両方を記した粘土板が出土した。クノッソス宮殿から出土した物は、大部分がイラクリオン市内にある考古学博物館に保存されていて、実際に発掘された場所には、複製品がある。
クノッソス宮殿は、5階建て、1000以上の部屋があった。また、ミーノータウロス伝説でも知られている。実際、この入り組んだ構造をもつ宮殿の壁という壁にはラブリュスと呼ばれる双頭斧が彫刻されており、まさしくラビリンスの語源に相応しいと言える。

## 交通
- イラクリオン市内から2番のブルーバスで所要約30分。